# Gargar Festival
Gargar Festival de Murales y Arte Rural es un evento artístico dedicado al muralismo que se realiza desde el año 2016 en la localidad noguerense de Penelles, a los pies de la sierra de Bellmunt-Almenara.

## Historia
La iniciativa nació de un grupo de jóvenes después de ver barrios en Río de Janeiro con vistosos murales, a fin de potenciar el turismo, dar vida y dinamizar el pueblo convirtiéndolo en un museo al aire libre, a la vez que para impulsar y dar visibilidad a los artistas. El festival ha despertado un enorme interés internacional, con un total de 40.000 visitas anuales, en un pueblo de 400 habitantes. Los artistas se desplazan al pueblo durante una semana para pintar murales que tengan relación con el mundo rural. No se les paga y reciben a cambio todo el material que necesitan y el pago de su estancia. Gargar es el canto que hace la ganga o perdiz de garriga, un pájaro de secano en peligro de extinción. Desde la organización se afirma que, «como el pájaro, el pueblo no quiere pasar al olvido y desaparecer».
En la edición de 2022, en homenaje a la mujer dentro de la ilustración catalana, el festival contó con la participación de Roser Capdevila como invitada ilustre. Capdevila es especialmente conocida como autora de Las Tres Mellizas y se la considera una auténtica pionera en el campo del audiovisual catalán.
En la novena edición del festival, en 2024, Pilarín Bayés, con la ayuda de estudiantes de arte y muralistas, creó un mural de seis metros en la plaza de la Iglesia Vieja dedicado al antiguo campesinado que prosperó en el Clot del Demonio con el canal de Urgell. Con esta edición, Penelles alcanzó la cifra de 150 murales realizados en el pueblo.